# TBS (chaîne de télévision)
Pour les articles homonymes, voir TBS.

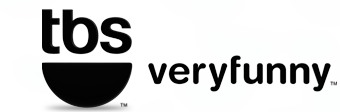
Logo de TBS entre 2004 et 2015

TBS est une chaîne de télévision américaine spécialisée dans les émissions humoristiques appartenant à Turner Broadcasting System, propriété de Warner Bros. Discovery.

## Histoire
L'origine de la chaîne provient de WTCG, une station de télévision indépendante lancée en 1967 à Atlanta, qui transmettait son signal par micro-onde à plusieurs câblodistributeurs du sud-est des États-Unis. La chaîne étant devenue populaire, son propriétaire, Ted Turner, a distribué la station par satellite afin de diffuser à l'échelle nationale ainsi que de fournir une station indépendante aux marchés qui n'en ont pas. La chaîne a été placée sur satellite le 17 décembre 1976 et s'est auto-proclamée «superstation».
En 1979, WTCG devient WTBS. En 1981, WTBS Atlanta se sépare un peu de la version nationale pour les identifications de la station et les publicités. Durant les années 1980, la chaîne diffusait moins de séries classiques et augmente la diffusion de films, spécialement depuis 1986 lorsque Ted Turner fait l'acquisition de la librairie de MGM. En 1991, la FCC applique une loi afin que les stations locales diffusent de la programmation pour enfants, de service public et de nouvelles locales et de protéger la programmation syndicale sur les stations locales, ce qui a peu affecté TBS. En 1996, Time Warner fait l'acquisition de Turner Broadcasting System. En 1997, TBS commence à collecter des redevances d'abonnement auprès des câblodistributeurs, et ajoute un peu plus de comédies à la programmation et change son logo en 2004 avec le slogan very funny (très drôle).
Le 1er octobre 2007, WTBS devient WPCH-TV (Peachtree TV). Conséquemment, la version nationale de TBS devient disponible au marché local d'Atlanta.
En 2017, AT&T fait l'acquisition de Time Warner, devenant WarnerMedia. La station locale WPCH est alors séparée de TBS et revendue à Meredith Corporation, devenu Gray Television. En parallèle, AT&T fait l'acquisition de Discovery Inc., et forme Warner Bros. Discovery, en 2021.

## Canada
WTBS-TV a été ajouté à la liste des services non-canadiens optionnels offerts par satellite en avril 1985. Puisque la station locale WTBS et la chaîne spécialisée TBS avaient une programmation similaire, c'est TBS qui était offerte par la plupart des distributeurs par câble et satellite dans le forfait des superstations ou dans un forfait de sports durant les années 1980 mais était conditionnelle, comme les autres superstations, à l'abonnement à un service de télévision payante telle que The Movie Network ou Movie Central. Vers la fin 1997, WTBS se retrouvait parmi les chaînes spécialisées ordinaires.
Lorsque WTBS-TV est devenu WPCH-TV en 2007, les distributeurs canadiens avaient la permission de distribuer que la station locale d'Atlanta et non la chaîne spécialisée TBS, qui n'a jamais été approuvée par le CRTC. Les distributeurs ont dù conséquemment effectuer le changement de source.
Puisque Peachtree TV ne diffuse pas les émissions de prestige de TBS, les matchs de baseball après-saison et les talk-shows (Conan) sont achetés individuellement par des chaînes de télévision canadiennes.

## Programmation originale actuelle
- American Dad! (animation, 2014–en cours) (saisons 1-10 sur Fox)
- Miracle Workers[3] (comédie, depuis le 12 février 2019)[4]

### Sports
- AEW Dynamite (catch, depuis le 1er janvier 2022)

## Ancienne programmation originale

### Séries d'animation
- Bêtes comme chien (2 Stupid Dogs) (1993–1995)
- Neighbors from Hell (en) (2010)
- Tarantula (en)[5] (2017)[6]
- Final Space[7] (2018[8], puis Adult Swim)

### Sitcoms
- The Catlins (en) (soap opera, 1983–1985)
- Safe at Home (en) (1985)
- Down to Earth (en) (1984–1987)
- Rocky Road (en) (1985–1987)
- The New Leave It to Beaver (en) (1986–1989) (Téléfilm pilote diffusée sur CBS puis saison 1 sur Disney Channel)
- 10 Items or Less (en) (2006–2009)
- My Boys (en) (2006–2010)
- The Bill Engvall Show (2007–2009)
- Tyler Perry's House of Payne (en) (2007–2012)
- Tyler Perry's Meet the Browns (en) (2009–2011)
- Ma femme, ses enfants et moi (Are We There Yet?) (2010–2012) (suite des films On arrive quand ? et On arrête quand ?)
- Tyler Perry's For Better or Worse (en) (2011–2012)
- Men at Work (2012–2014)
- Sullivan and Son (2012–2014)
- Cougar Town (2013–2015) (saisons 1-3 sur ABC)
- Ground Floor (2013–2015)
- Your Family or Mine (en) (2015)
- Clipped (en) (2015)
- Angie Tribeca (2016–2019)
- The Detour (2016–2019)
- People of Earth (2016–2017)
- Wrecked : Les Rescapés (Wrecked)[9] (2016–2018)[10]
- Search Party (en)[11] (2016–2017[5], puis HBO Max)
- The Guest Book (en)[5] (2017–2018)[12]
- The Last O.G. (en)[13] (2018–2021)[14]
- Chad (en)[15] (2021[16] puis sur Roku)

### Dramatiques
- Glory Daze (2010–2011)
- Wedding Band (2012–2013)

### Anciennes émissions originales
- Frank TV (en) (2007–2008)
- Conan (talk show, 2010–2021)
- King of the Nerds (en) (téléréalité de compétition, 2013–2015)
- Who Gets the Last Laugh? (en) (caméra cachée, 2013)
- Deon Cole's Black Box (en) (drôle de vidéos, 2013)
- Deal with It (en) (caméra cachée, 2013–2014)
- Meet the Smiths (en) (téléréalité, 2015)
- Funny or Die Presents: America's Next Weatherman (en) (compétition, 2015)
- Full Frontal with Samantha Bee (en) (late-night show, 2016–2022)
- Drop the Mic (en) (téléréalité musicale, 2017–2019)

### E-Sport
- ELeague (en) (Counter Strike : Global Offensive, 2016)